# آنیسین‌دیون
آنیسین‌دیون (انگلیسی: Anisindione) یک ضد انعقاد مصنوعی و یک مشتق ۱و۳ اینداندیون است که با مهار گاما کربوکسیلاسیون پروتئین های پیش ساز با واسطه ویتامین K از تشکیل فاکتورهای پیش انعقاد فعال II، VII، IX و X و همچنین پروتئین های ضد انعقاد C و S در کبد جلوگیری می‌کند.